# أوطاس
أوطاس وادي يقع في المملكة العربية السعودية بين مكة والطائف. وقعت في الوادي غزوة حنين وسرية أوطاس في السنة الثامنة للهجرة والتي كانت بقيادة ابي عامر الأشعري. يحدث خلط احياناً في كتب السيرة بين كل من وادي حنين ووادي أوطاس وذلك نظراً لقربها الجغرافي.

## ما ذكره المؤرخون
قال عبد الله بن عبدالعزیز البکري الاندلسي
بفتح أوّله، وبالطاء والسين المهملتين: واد في ديار هوازن، وهناك عسكروا هم وثقيف، إذ أجمعوا على حرب رسول اللّه صلى اللّه عليه وسلم، فالتقوا بحنين، ورئيسهم مالك بن عوف النّصري، وقال لهم دريد بن الصّمّة وهو في شجار يقاد به بعيرة: بأىّ واد أنتم؟ قالوا: بأوطاس. قال: نعم مجال الخيل، لا حزن ضرس، ولا لين دهس. وإلى أوطاس تحيّز فلّهم بعد أن انهزموا، منهم من تحيّز إلى الطائف؛ وكان دريد فيمن أدركه الطلب بأوطاس، فقتل، قتله ربيعة بن رفيع السّلمي. وحنين: ماء لهم. قالت امرأة من المسلمين لمّا هزم اللّه هوازن، وأظهر عليهم رسوله:
هذا رسول اللّه لن تفلّوه.
قال الزمخشري
واد.
قال یاقوت الحموي
يجوز أن يكون منقولا من جمع وطيس وهو التنور نحو يمين وأيمان وقيل الوطيس نقرة في حجر يوقد تحتها النار فيطبخ فيه اللحم ويقال وطست الشيء وطسا إذا كدرته وأثرت فيه وأوطاس واد في ديار هوازن فيه كانت وقعة حنين للنبي صلى الله عليه وسلم ببني هوازن ويومئذ قال النبي صلى الله عليه وسلم حمي الوطيس وذلك حين استعرت الحرب وهو صلى الله عليه وسلم أول من قاله وقال ابن شبيب الغور من ذات عرق إلى أوطاس وأوطاس على نفس الطريق ونجد من حد أوطاس إلى القريتين ولما نزل المشركون بأوطاس قال دريد بن الصمة وكان مع هوازن شيخا كبيرا بأي واد أنتم قالوا بأوطاس قال نعم مجال الخيل لا حزن ضرس ولا سهل دهس وقال أبو الحسين أحمد ابن فارس اللغوي في أماليه أنشدني أبي رحمه الله يا دار أقوت بأوطاس وغيرها من بعد مأهولها الأمطار والمور كم ذا لأهلك من دهر ومن حجج وأين حل الدمى والكنس الحور ردي الجواب على حران مكتئب سهاده مطلق والنوم مأسور فلم تبين لنا الأطلال من خبر وقد تجلي العمايات الأخابير وقال أبو وجزة السعدي يا صاحبي انظرا هل تونسان لنا بين العقيق وأوطاس بأحداج؟

قال محمد بن عبد المنعم الحميري
وادي ديار هوازن فيه اجتمعت هوازن وثقيف، إذ أجمعوا على حرب رسول اللّه صلّى اللّه عليه وسلّم، فالتقوا بحنين ورئيسهم مالك بن عوف النضري، وقال لهم دريد بن الصمة وهو في شجار يقاد به بعيره: بأي واد أنتم؟ قالوا: بأوطاس، قال: نعم مجال الخيل لا حزن ضرس ولا لين دهس، وهي قصة حنين بطولها، وفيها قال اللّه تعالى وَ يَوْمَ حُنَيْنٍ إِذْ أَعْجَبَتْكُمْ كَثْرَتُكُمْ فَلَمْ تُغْنِ عَنْكُمْ شَيْئاً الآية (التوبة: 25) و قد استوفى خبر هذه القصة ابن اسحاق.
قال محمد بن محمد حسن شُرَّاب
واد في ديار هوازن، و هناك عسكروا هم وثقيف إذ أجمعوا على حرب رسول اللّه، فالتقوا بحنين .. و إلى أوطاس تحيّز فلّ هوازن بعد أن انهزموا، وعنده قسّم رسول اللّه غنائم حنين، ويقال: إن الرسول عليه السلام كان يرضع في تلك الناحية في بني سعد.